# 中村三春
中村 三春（なかむら みはる、男性、1958年12月3日 - ）は、日本の日本近代文学研究者。学位は、博士（文学）（東北大学・論文博士・2011年）（学位論文「新編言葉の意志 有島武郎と芸術史的転回」）。北海道大学教授。

## 略歴
岩手県釜石市生まれ。岩手県立盛岡第一高等学校、東北大学文学部日本文学科卒、同大学院博士課程中退。2011年「新編言葉の意志 有島武郎と芸術史的転回」で、東北大学より博士（文学）の学位を取得。東北大学助手、弘前学院大学文学部講師、山形大学人文学部講師、助教授、教授を経て、2008年10月から北海道大学大学院文学研究科教授。2007年宮澤賢治賞奨励賞受賞。有島武郎、太宰治、宮沢賢治、横光利一、村上春樹、小川洋子などを専門とし、テクスト理論の立場から研究する。

## 著書
- 『フィクションの機構』（ひつじ書房、未発選書） 1994
- 『言葉の意志 有島武郎と芸術史的転回』（有精堂出版） 1994、のち改題『新編言葉の意志』（ひつじ書房、未発選書） 2011
- 『係争中の主体 漱石・太宰・賢治』（翰林書房） 2006
- 『修辞的モダニズム テクスト様式論の試み』（ひつじ書房、未発選書） 2006
- 『花のフラクタル 20世紀日本前衛小説研究』（翰林書房） 2012
- 『<変異する>日本現代小説』（ひつじ書房） 2013
- 『物語の論理学』（翰林書房） 2014
- 『フィクションの機構 2』（ひつじ書房、未発選書） 2015
- 『<原作>の記号学 日本文芸の映画的次元』（七月社） 2018
- 『接続する文芸学 - 村上春樹・小川洋子・宮崎駿』（七月社） 2022
- 『ひらがなの天使: 谷川俊太郎の現代詩』（七月社） 2023

### 共編著
- 『総力討論 漱石のこころ』（小森陽一, 宮川健郎共編、翰林書房） 1994
- 『近代のレトリック』（有精堂出版、日本文学を読みかえる） 1995
- 『ひつじアンソロジー 小説編』全2巻（ひつじ書房） 1995 - 2009
- 『ひつじアンソロジー 詩編』 （ひつじ書房） 1996
- 『競技場』（ゆまに書房、コレクション・モダン都市文化9） 2005
- 『横光利一の文学世界』（石田仁志, 渋谷香織共編、翰林書房） 2006
- 『映画と文学 交響する想像力』（森話社） 2016
- 『日本近代知識人が見た北京』（王書瑋編、髙橋博史, 篠崎美生子, 大國眞希, 大島丈志, 王書瑋共著、三恵社） 2020.6

## 論文
- Cinii